# A Vlaicu II

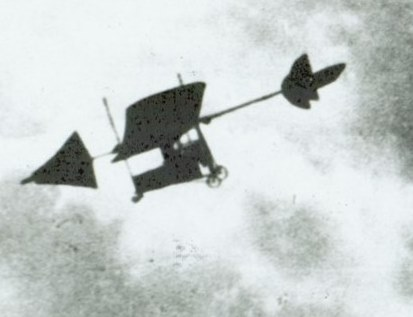
A Vlaicu II

A. Vlaicu Nr. II a fost un aparat de zbor monoplan inventat de Aurel Vlaicu în anul 1911. Construcția a început în anul 1910 la Școala de Arte și Meserii din București. A fost o variantă a avionului Vlaicu I, dar cu o serie de modificări și îmbunătățiri. Tubul de aluminiu care susținea componenentele avionului a fost scurtat, cabina era îmbrăcată cu pânză, volanul avea un diametru redus, au fost atașate mai multe aparate de bord, roata din spate avea atașată o frână. Elicele erau din lemn, ca și la Vlaicu I, dar de concepție proprie nouă. Avionul era pus în mișcare de un motor rotativ Gnôme, cu o greutate de 30 kg, capabil să dezvolte 50 CP și o viteză maximă de 110 km/h. Spre deosebire de avioanele vremii, Vlaicu II avea o greutate redusă, fapt ce îi conferea o mai bună manevrabilitate și capacitatea de a lua viraje mai strânse.